# 食管裂孔疝
食管裂孔疝（hiatus hernia，hiatal hernia）又称食道裂孔疝氣，简称裂孔疝，是一種疝氣，是腹腔内脏经由膈肌食管裂孔進入縱隔中，疝入的脏器以胃贲门部及食管腹段为主。此病可能導致胃食道逆流（GERD）或咽喉反流，其症狀包括口腔酸味或胃灼熱感。其他症狀可能包括吞嚥困難和胸痛。併發症可能包括缺鐵性貧血，腸扭結或腸梗阻。
肥胖和年長為最常見的危險因素。其他危險因素包括嚴重創傷、脊柱側彎及某些手術。食管裂孔疝有兩種主要類型，一種是滑動疝氣，胃會直接向上移動；一種是食道旁疝氣，腹部器官在食道旁移動。可透過內視鏡檢查或醫學影像來確認診斷，常可见贲门松弛，胃黏膜疝入食管腔形成的疝囊。 內視鏡檢查通常僅用於有症狀出現，且症狀對治療有抗性或年齡超過50歲的患者才需要使用。
橫膈裂孔疝氣的症狀可以透過抬高床頭、減輕體重和調整飲食習慣等方面的改變來改善。減少胃酸的藥物，也可能有助於這些症狀，例如H2受體拮抗劑或氫離子幫浦阻斷劑（PPI）。若用藥物治療沒有改善，那麼進行腹腔鏡胃底折疊手術可能也是一種方法。美國有10％至80％的人受到此病影響。

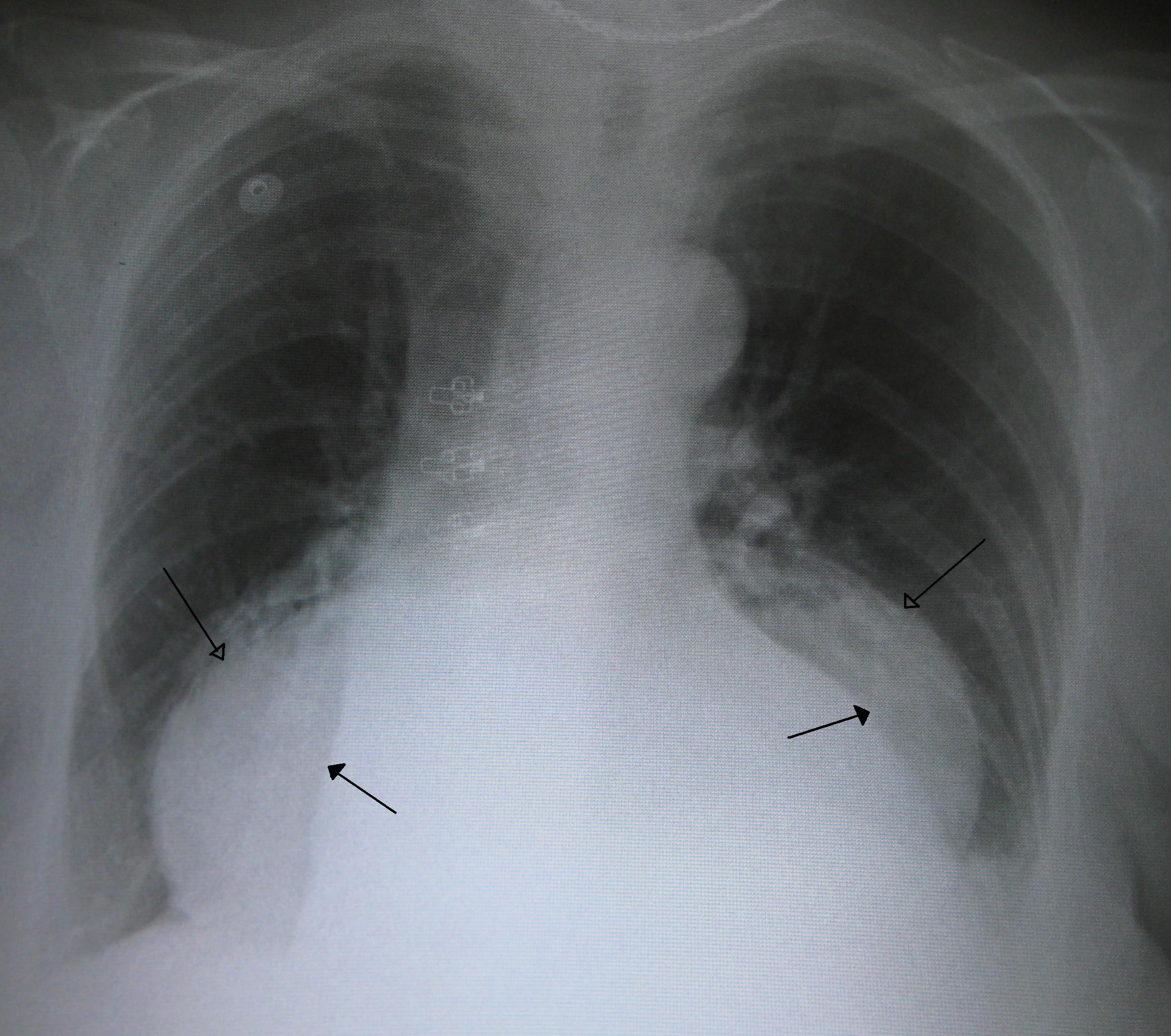
X光下的食管裂孔疝
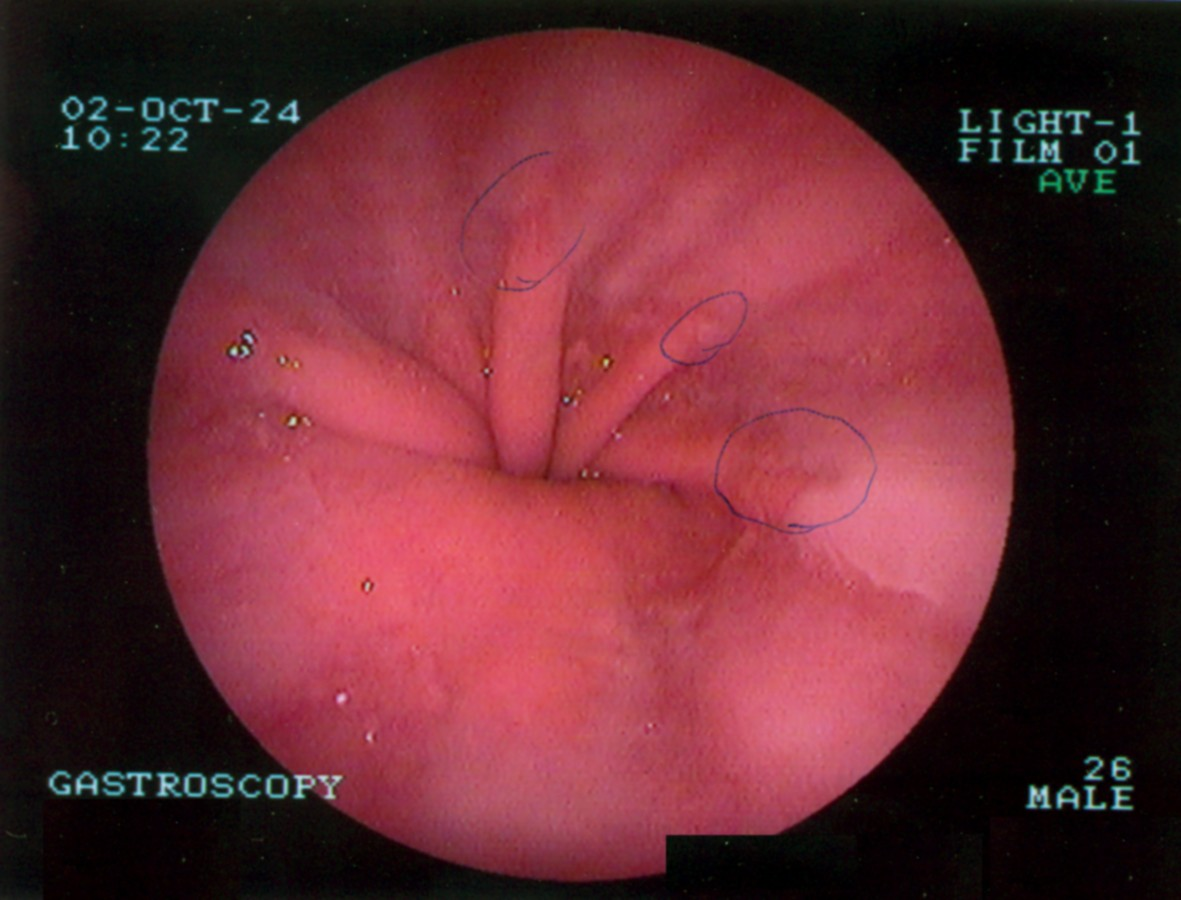
上消化道内视镜所看到的食管裂孔疝
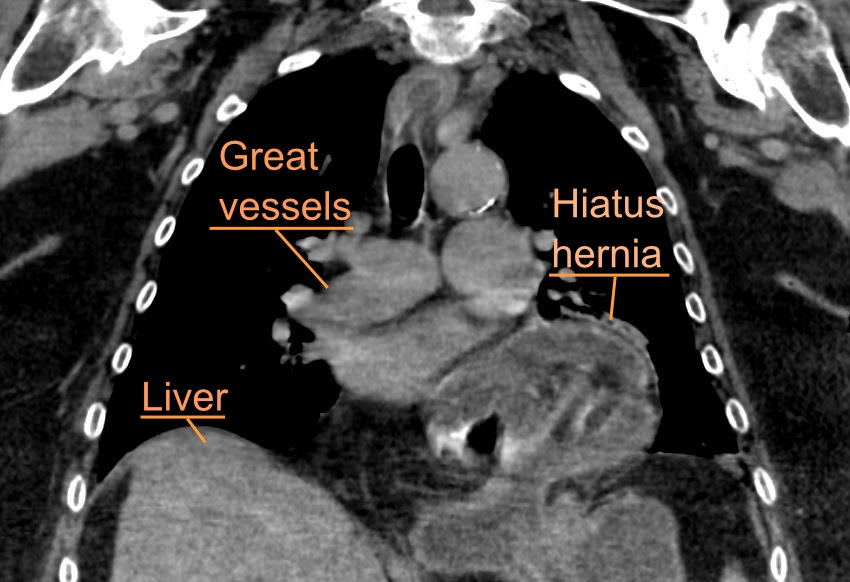
CT所看到的食管裂孔疝
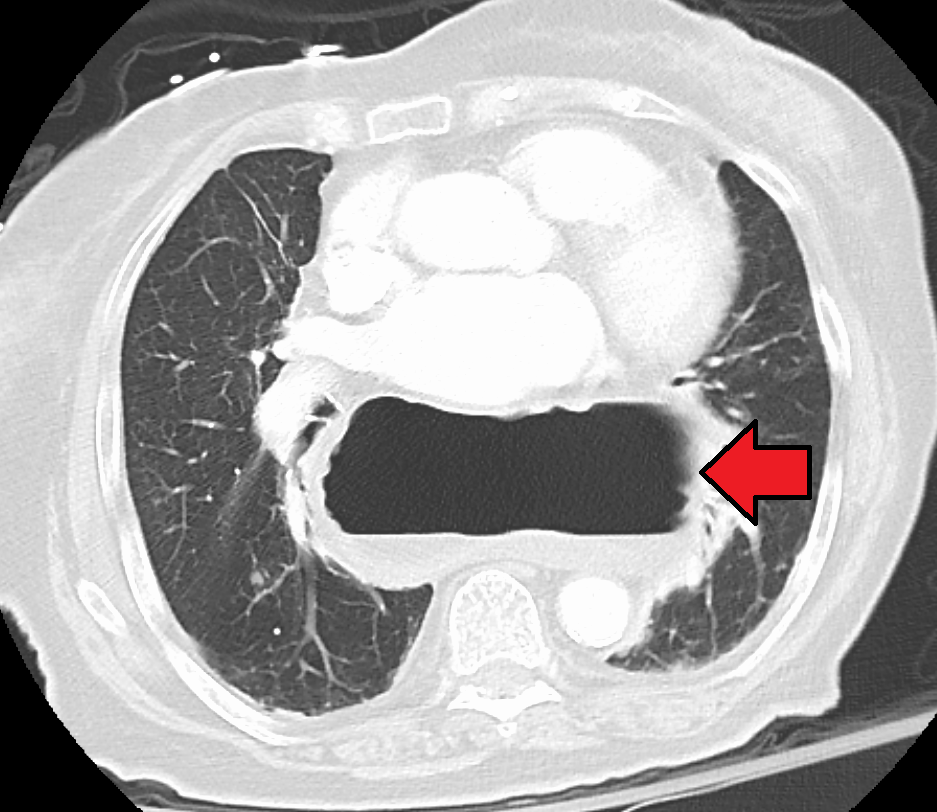
CT所看到的巨大食管裂孔疝影像
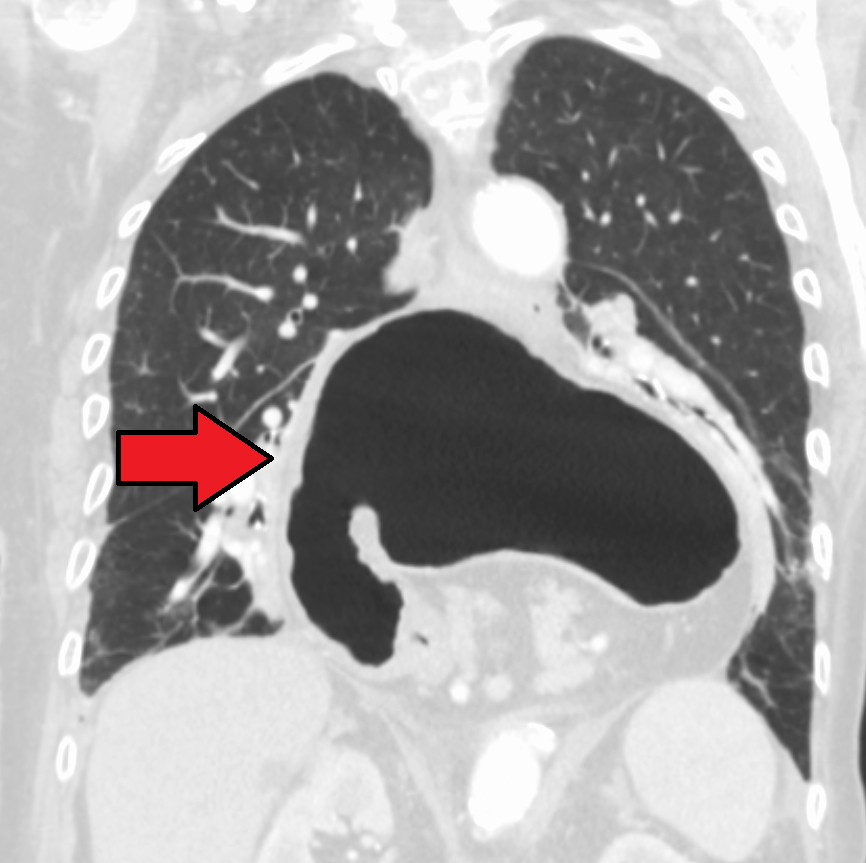
CT所看到的巨大食管裂孔疝影像

## 外部連結
- 放射学协作超文本：01011
- Hiatus Hernia - Help and Advice
- Hiatal hernia CT Scans （页面存档备份，存于） - CT Cases